# سوبرغيرل (مسلسل)
سوبرجيرل (الفتاة الخارقة) (بالإنجليزية: Supergirl)‏ هو مسلسل أمريكي بدأ عرضه في 26 أكتوبر 2015 على قناة سي بي إس، من تأليف وإنتاج غريغ بيرلانتي وأليسون أدلر و ساره شيختر و أندرو كرايسبيرغ، وهو مبني على شخصية سوبر غيرل في قصص دي سي كومكس. سوبرغيرل هي ابنة عم سوبرمان وأحد الناجيين من كوكب كريبتون، قامت الممثلة ميليسا بينو بأداء الدور الرئيسي.

## البطولة
- ميليسا بينويست بدور سوبرغيرل أو كارا زور إيل.
- كاليستا فلوكهارت بدور كات غرانت.
- كايلر لاي بدور أليكس دانفرس.
- ميهكاد بروكس بدور جيمي أولسن.
- دافيد هيروود بدور هانك هينشو.
- جيريمي جوردن بدور وينسلو شوت.
- كريس وود بدور مون ايل.

## وصلات خارجية
- سوبرغيرل على موقع IMDb (الإنجليزية)
- سوبرغيرل على موقع ميتاكريتيك (الإنجليزية)
- سوبرغيرل على موقع روتن توميتوز (الإنجليزية)
- سوبرغيرل على موقع نتفليكس (الإنجليزية)
- سوبرغيرل على موقع أول موفي (الإنجليزية)
- سوبرغيرل على موقع فيلمافينيتي (الإسبانية)
- سوبرغيرل على موقع كينوبويسك (الروسية)
- سوبرغيرل على موقع ألو سيني (الفرنسية)
- سوبرغيرل على موقع قاعدة بيانات الفيلم (الإنجليزية)

- سوبرغيرل على قاعدة بيانات الأفلام على الإنترنت.
- الموقع الرسمي